# Orsola Rivata
Orsola Maria Rivata, in religione Maria Scolastica Rivata (Guarene, 12 luglio 1897 – Sanfrè, 24 marzo 1987), è stata una religiosa italiana.

## Biografia
Divenne religiosa della Famiglia Paolina il 29 luglio 1922.
Fu cofondatrice, insieme al beato Giacomo Alberione, delle Pie discepole del Divin Maestro. Trascorse la sua vita in obbedienza e preghiera, anche dopo la destituzione dall'incarico di superiora generale nel 1947: si trasferì quindi in Argentina, rimanendovi 15 anni, per poi tornare in Italia definitivamente. La morte la colse a 90 anni dopo una malattia che per molti anni l'aveva costretta al letto, avendole causato una paralisi.
Nel 1993, sette anni dopo la morte, si è aperta la causa di beatificazione e canonizzazione.
Il 9 dicembre 2013 papa Francesco le ha riconosciuto il titolo di venerabile.